# Валь-де-Дань
Валь-де-Дань (фр. Val-de-Dagne) — муніципалітет у Франції, у регіоні Окситанія, департамент Од. Валь-де-Дань утворено 1 січня 2019 року шляхом злиття муніципалітетів Монлор i Прадель-ан-Валь. Адміністративним центром муніципалітету є Монлор. Населення — 734 особи (01.01.2021).